# 鉄弗部

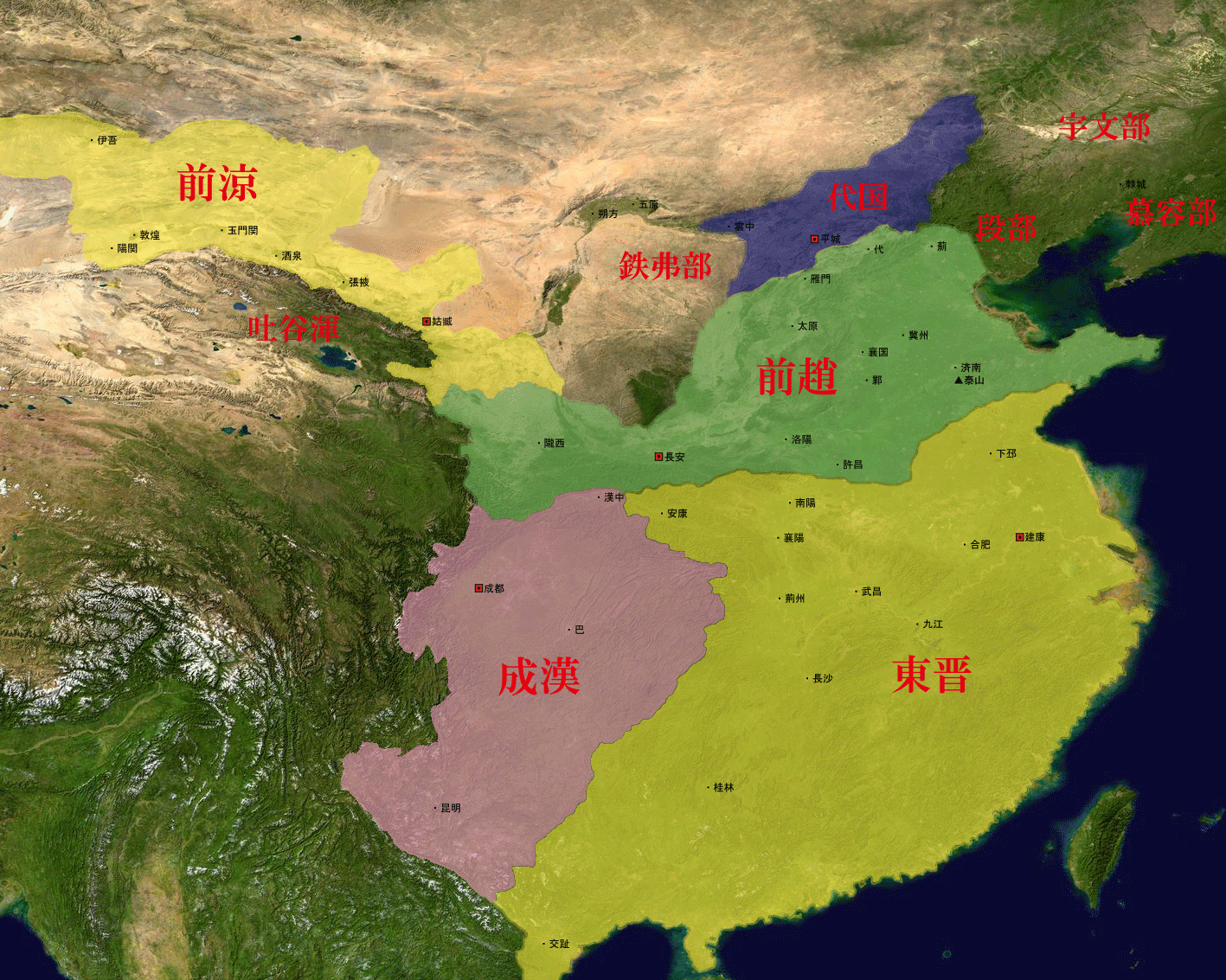
鉄弗部の位置

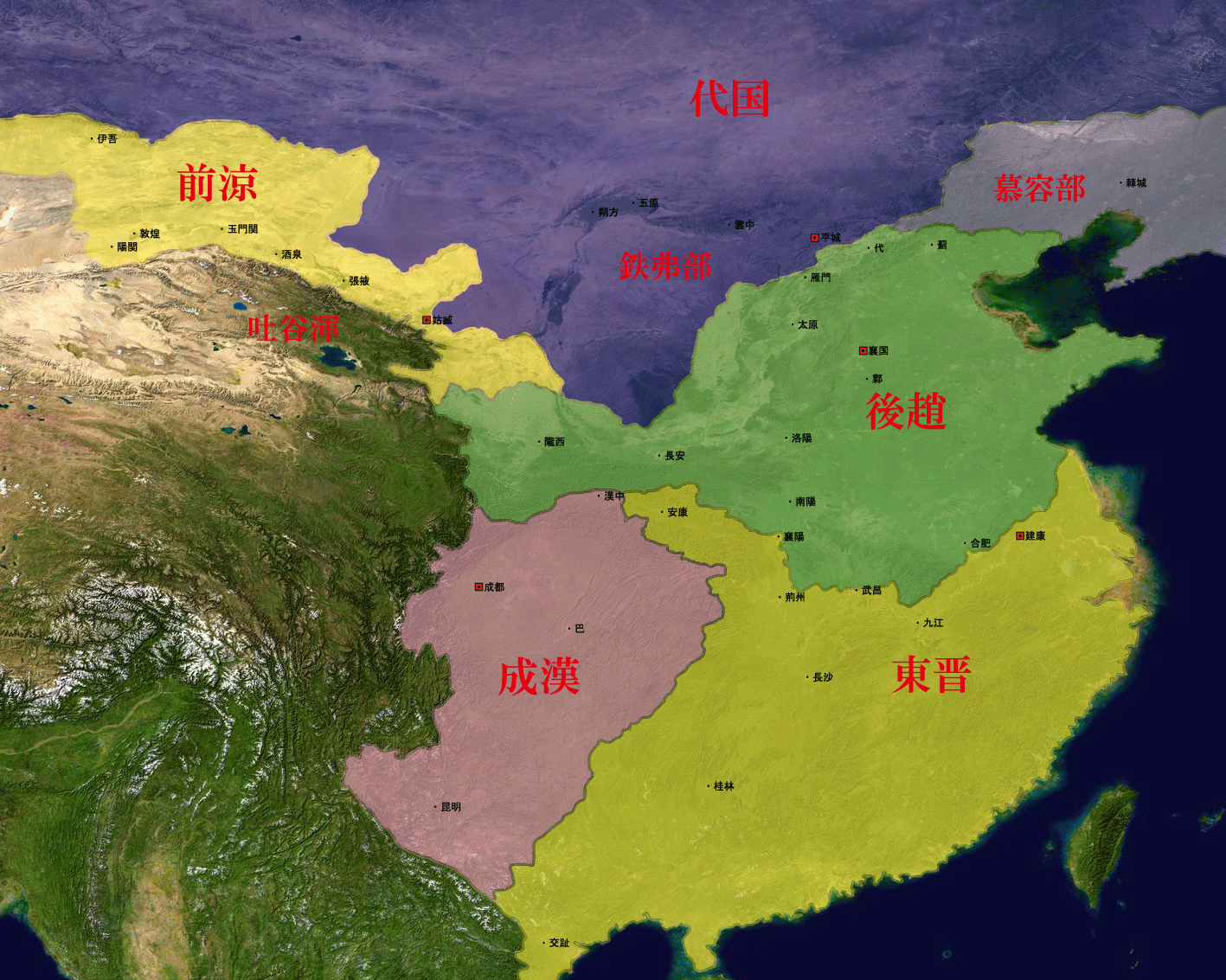
代国支配下の鉄弗部

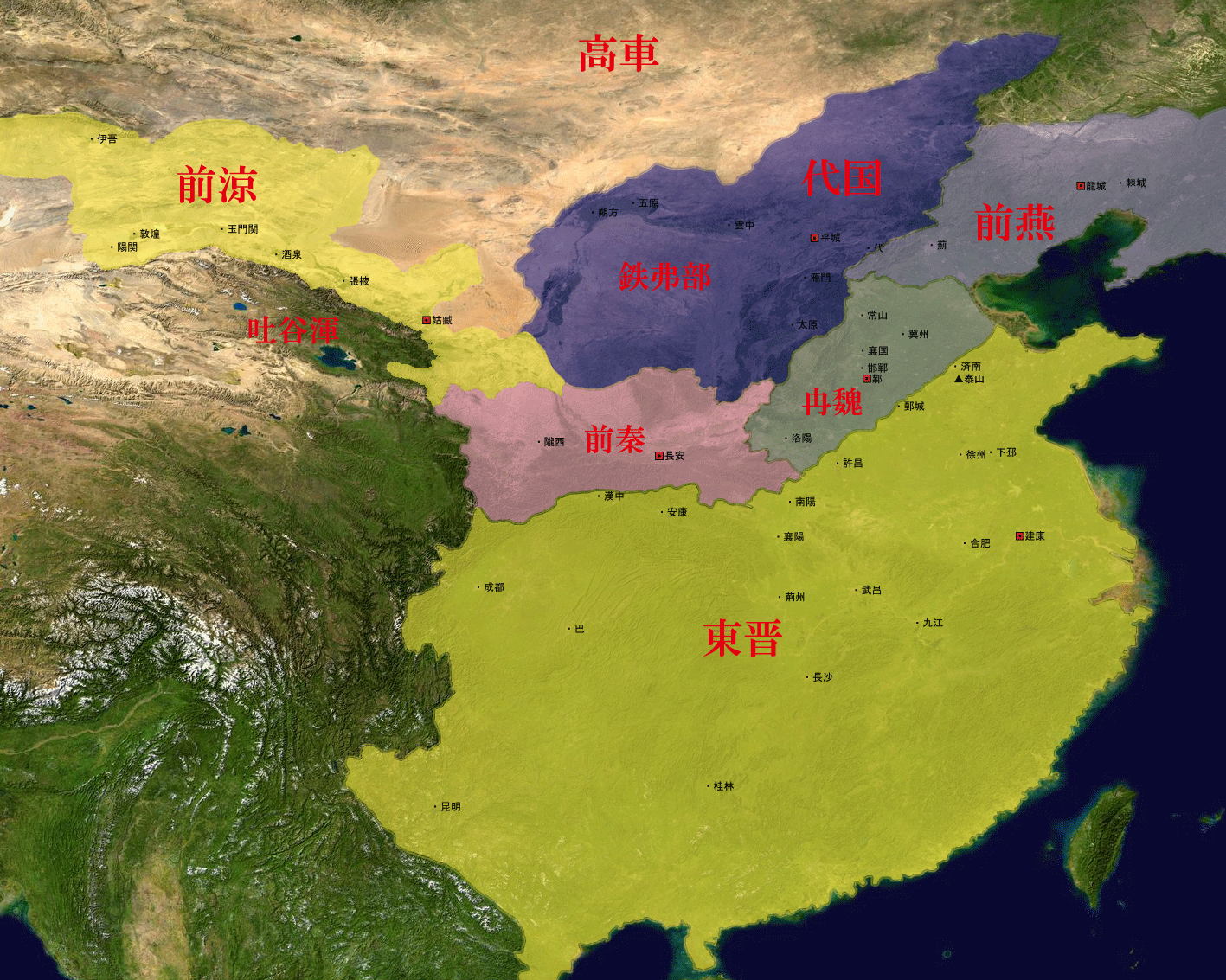
代国支配下の鉄弗部

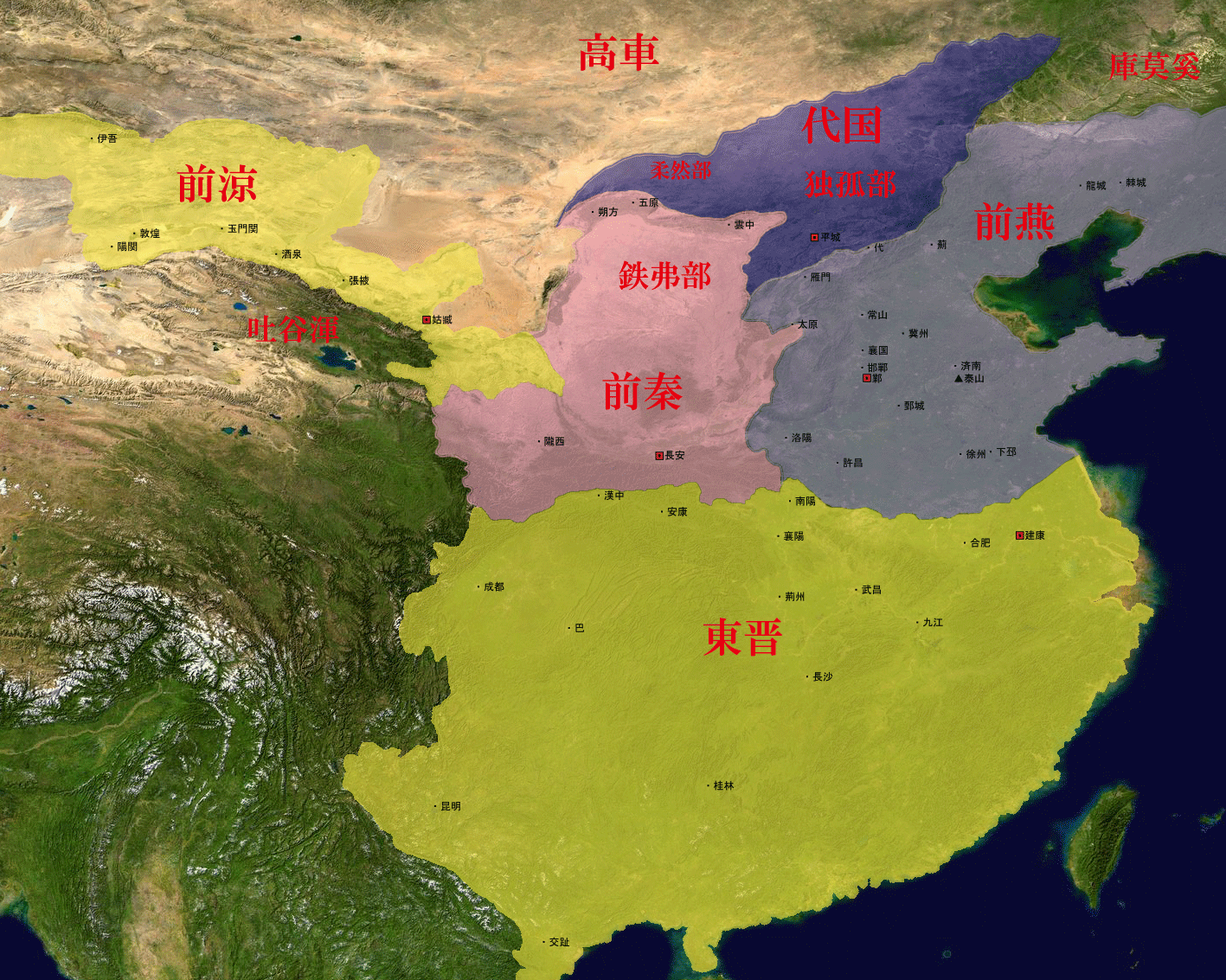
前秦支配下の鉄弗部

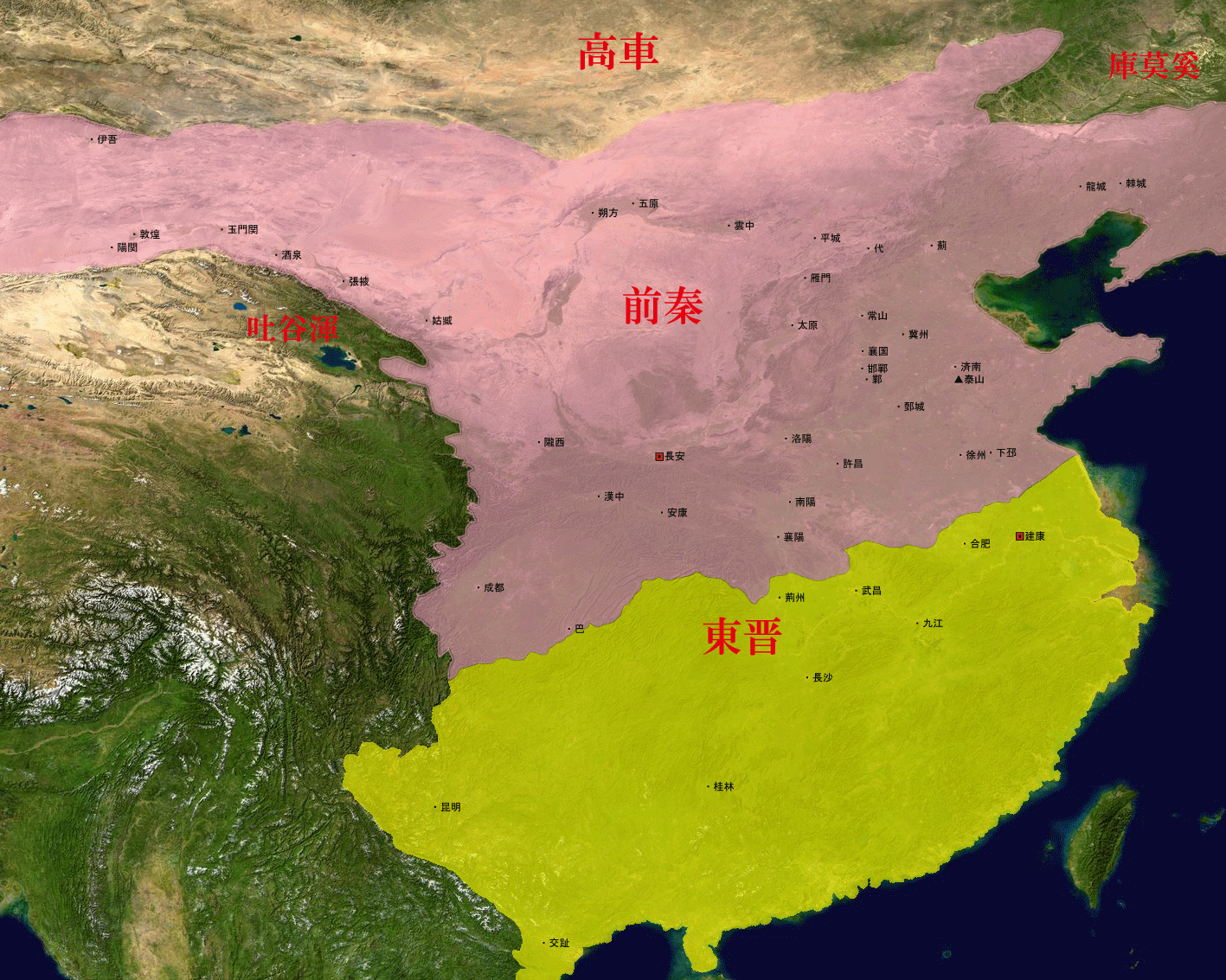
前秦支配下の鉄弗部

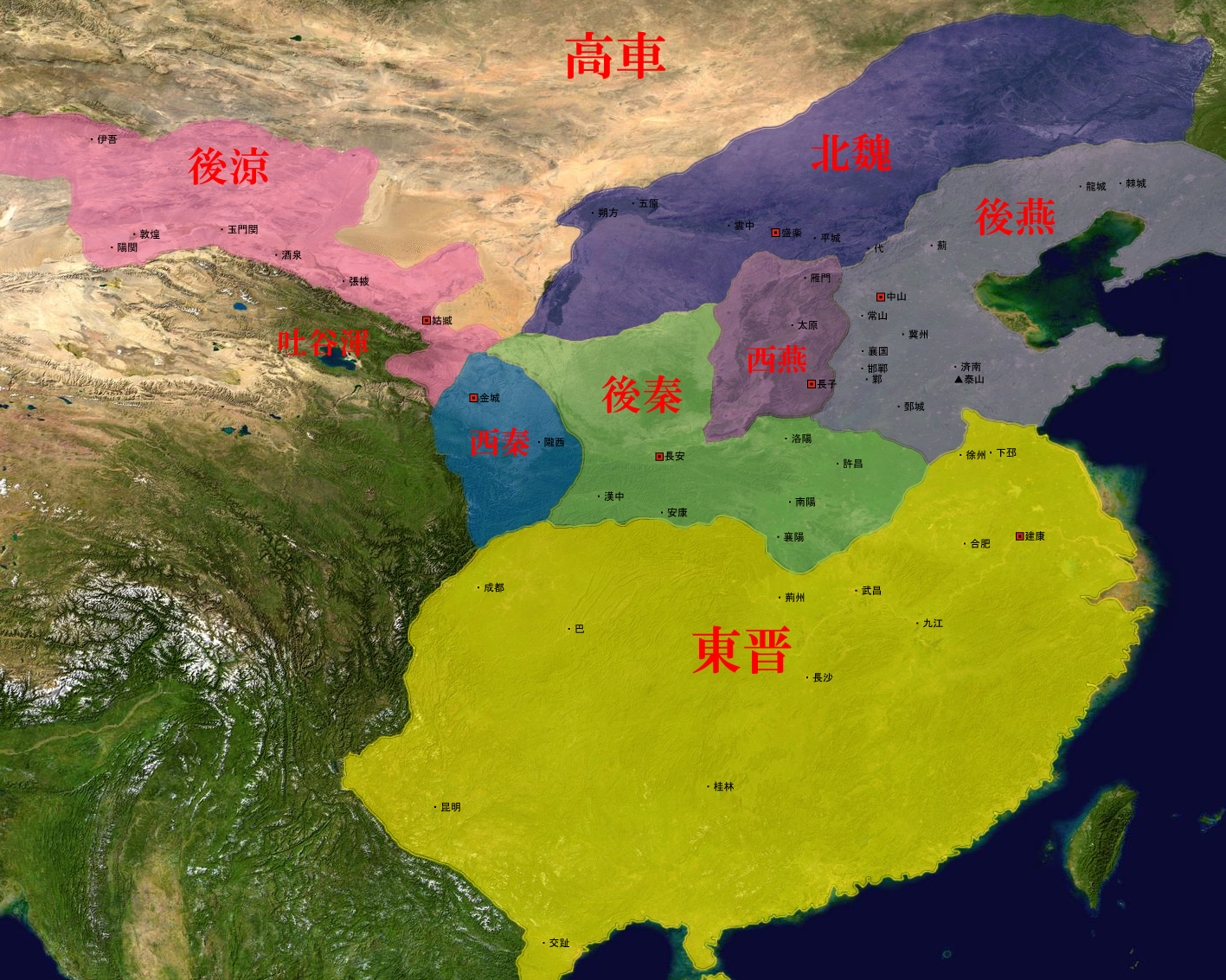
北魏支配下の鉄弗部

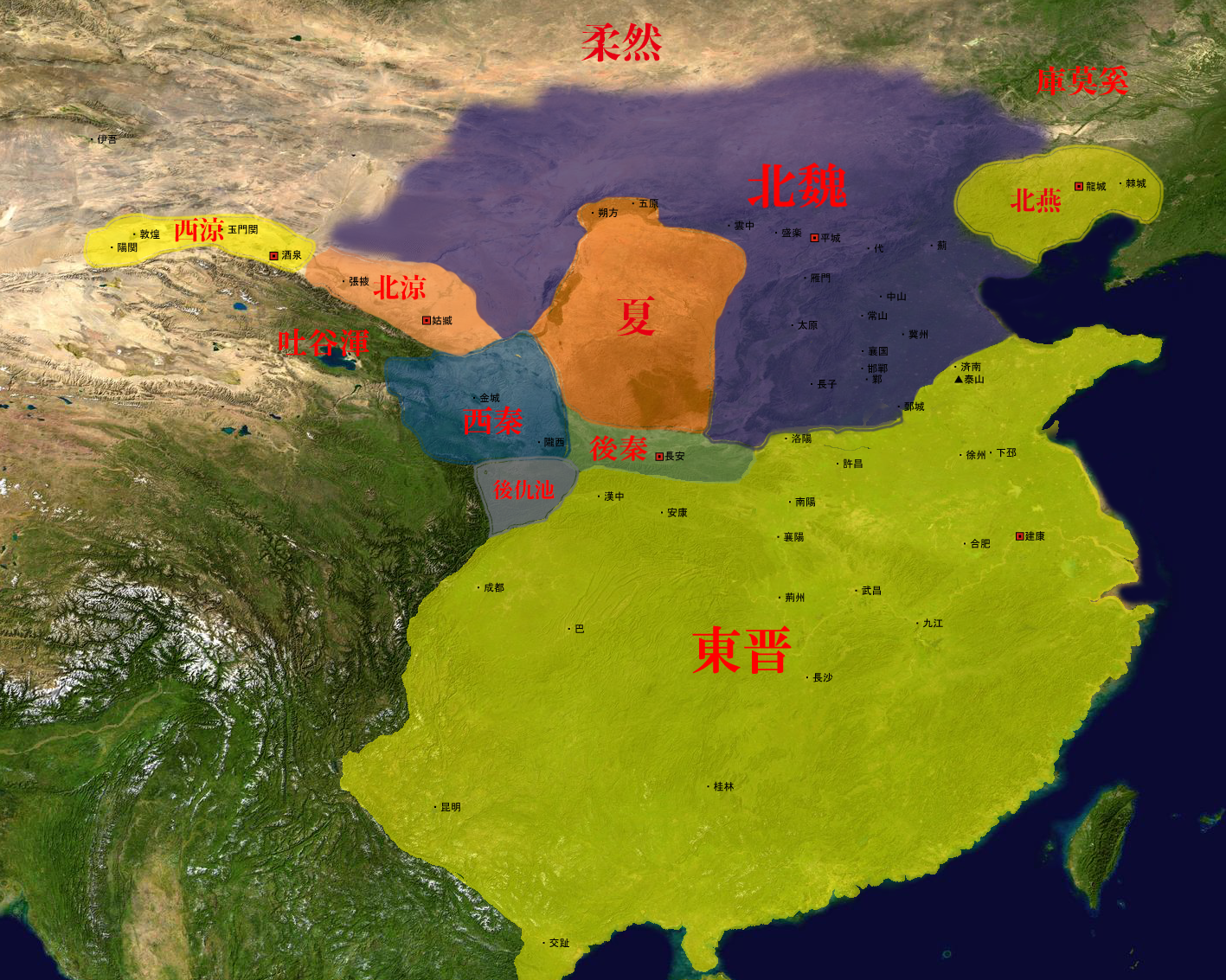
夏の独立。

鉄弗部・鉄弗氏（てつふつ ぶ／てつふつ し、拼音：Tiĕfú bù/Tiĕfú shì）は、中国五胡十六国時代の匈奴の一部族で、南匈奴屠各種の右賢王去卑の系統氏族。407年には赫連勃勃によってオルドス地方に夏を建国した。攣鞮部・独孤部・破六韓部などは同族である。

## 歴史
272年（西晋の泰始8年）1月、南匈奴部帥の劉猛が配下の李恪によって暗殺されると、子の劉副侖は鮮卑拓跋部に亡命したので（これが独孤部となる）、残された部衆は去卑の子である誥升爰によって統領された（これが鉄弗部となる）。
309年、誥升爰が死ぬと、子の劉虎はそのあとを継ぎ、部族名を「鉄弗（父が匈奴人、母が鮮卑人の意）」と号す。初めは拓跋部に臣従していたが、310年、白部の挙兵に呼応して鉄弗部も挙兵し、并州刺史の劉琨がいる新興・雁門の2郡を攻撃した。劉琨は拓跋部に援軍を要請し、拓跋部大人（たいじん：部族長）拓跋猗盧が甥の拓跋鬱律率いる2万騎を派遣して、白部と鉄弗部を撃ち破り、その陣営を落とした。劉虎は西走して朔方に逃れ、漢（後の前趙）の劉聡のもとに帰順した。劉聡は劉虎を同族の好をもって彼を楼煩公に封じ、安北将軍・監鮮卑諸軍事・丁零中郎将に拝した。
318年、劉虎は朔方に拠り、代国（拓跋部）西部に侵攻した。しかし、代王の拓跋鬱律に大敗し、劉虎は敗走して塞（長城）を出た。この時、劉虎の従弟である劉路孤は部落を率いて代国に帰順し、拓跋鬱律の娘を娶った。
341年10月、劉虎は代国の西境に侵攻。代王の拓跋什翼犍は兵を派遣して討伐、これを大破した。この後まもなく劉虎は死去し、子の劉務桓が立った。劉務桓は鉄弗部大人となると、代国に帰順して拓跋什翼犍の娘を娶る。
しばらくして、劉務桓は種落を招集し、ふたたび諸部の雄となる。また、代国に臣従する一方で、後趙の石虎と潜通しており、石虎より平北将軍・左賢王・丁零単于を拝命する。
356年1月、劉務桓が死に、代わって弟の劉閼頭が立つ。この時鉄弗部は代国に属していたが、劉閼頭は密かに謀を企てていた。しかし、2月に代王の拓跋什翼犍が西方を巡幸した際、黄河まで出向いて説得してきたので、劉閼頭は臣従することにした。
358年、代国の離間計により、劉務桓の子の劉悉勿祈らが劉閼頭に叛き、劉閼頭は懼れて東へ逃げようと冬の黄河を渡った。劉閼頭一行の半分が渡ると河の氷が陥没したので、残りの半分は劉悉勿祈に帰順した。これにより、劉悉勿祈が鉄弗部の大人となり、劉閼頭は行き詰まって代国に帰順した。代王の拓跋什翼犍は劉閼頭を以前のように処遇した。
359年4月、劉悉勿祈は大人になって1年で死去し、弟の劉衛辰が後を継いだ。8月、劉衛辰は代国に子を遣わして朝貢する。
360年7月、劉衛辰は代王拓跋什翼犍の娘を娶って妻とする。その一方で前秦の苻堅と密通し、左賢王に拝される。しかしその後、前秦の辺民を掠奪し奴婢として苻堅に献じたので、苻堅は叱咤し、その民を元の所へ戻した。これによって劉衛辰は苻堅と反目し、代国のみと通好するようになる。
361年、劉衛辰はふたたび代国に朝聘する。劉衛辰は苻堅を討つべく挙兵するが、苻堅が派遣した建節将軍の鄧羌に討たれて捕らえられる。その後、苻堅は劉衛辰を夏陽公とし、その部落を統領させた
365年1月、劉衛辰は代国に対して謀反を起こし、東へ渡河。すぐに代王拓跋什翼犍に討たれ、劉衛辰は遁走した。
367年10月、ふたたび代軍の討伐を受け、劉衛辰は苻堅のもとへ逃れた。苻堅は劉衛辰を朔方へ送り還し、兵を派遣してこれを守らせた。
374年、みたび拓跋什翼犍は劉衛辰を征伐する。劉衛辰は南走し、翌年（375年）苻堅に救援を求める。376年、劉衛辰の要請を受けた苻堅は、大司馬の苻洛に20万の兵と朱肜・張蚝・鄧羌等の諸道を率いて来寇させ、代国の南の国境に侵攻した。代軍は敗北し、拓跋什翼犍が庶長子の拓跋寔君に殺されると、苻堅は代国を東西に分割し、東部を独孤部の劉庫仁に、西部を劉衛辰に統領させた。これにより劉衛辰は西単于となる。
ある時、劉庫仁が苻堅によって広武将軍に任ぜられると、劉衛辰は劉庫仁より格下となったため、それに怒って苻堅の五原郡太守を殺して前秦に叛き、劉庫仁の西部を攻めた。これに対し劉庫仁は反撃して劉衛辰を打ち破り、その妻子と部衆をことごとく収めた。
386年（登国元年）10月、北魏の北部大人である叔孫普洛ら13人及び諸烏桓（ここでは諸方雑人来附者の意）が劉衛辰に亡命。また、魏王拓跋珪の叔父の拓跋窟咄が劉衛辰のもとへ逃れてくると、劉衛辰は拓跋窟咄を殺した。
劉衛辰は、西燕の慕容永より使持節・都督河西諸軍事・大将軍・朔州牧に任ぜられ、後秦の姚萇により使持節・都督北朔雑夷諸軍事・大将軍・大単于・河西王・幽州牧に任ぜられる。
387年、劉衛辰は後燕の慕容垂と通好し、馬3千匹を慕容垂に送ろうとした。そのため慕容垂は慕容良を遣わし劉衛辰を出迎えたが、独孤部の劉顕に襲撃され、馬を奪われてしまう。
390年6月、劉衛辰は、子の劉直力鞮を遣わし、賀蘭部に侵攻して包囲するが、拓跋珪の援軍により敗走する。
391年10月、劉衛辰は、子の劉直力鞮を遣わし、北魏の南部に侵攻する。劉直力鞮の兵8〜9万に対し、拓跋珪の兵は5〜6千であったが、鉄岐山の南で大破させ、劉直力鞮は単騎で逃走した。北魏軍が勝ちに乗って劉衛辰の居城である悦跋城に迫ると、劉衛辰父子は逃走し、白塩池で劉直力鞮が捕まり、単騎で逃げた劉衛辰も部下に殺害されてしまう。劉衛辰の三男の劉勃勃は、薛干部帥の太悉伏のもとに亡命した。

## 歴代大人
- 去卑…南匈奴の右賢王。
- 誥升爰 （272年 - 309年）…去卑の子。

1. 劉虎（309年 - 351年）…誥升爰の子。
2. 劉務桓（351年 - 356年）…劉虎の子。
3. 劉閼頭（356年 - 358年）…劉虎の子。劉務桓の弟。
4. 劉悉勿祈（358年 - 359年）…劉務桓の子。
5. 劉衛辰（359年 - 391年）…劉務桓の三男。劉悉勿祈の弟。
6. 劉勃勃（391年 - 407年）…劉衛辰の三男。夏を建国。

## 参考資料
- 『魏書』（帝紀第一、帝紀第二、列伝第十一、列伝第八十三）
- 『晋書』（帝紀第三 武帝紀、列伝第四 杜預伝、列伝第二十七 胡奮伝、列伝第六十七 四夷伝、赫連勃勃載記）
- 『新唐書』（宰相世系表）
- 『資治通鑑』（第七十九、第八十七巻）
- 内田吟風『北アジア史研究　匈奴篇』（同朋舎出版、1988年、ISBN 481040627X）